# Freitinhas
José Francisco de Freitas, mais conhecido como Freitinhas (Rio de Janeiro, 9 de março de 1897 – Rio de Janeiro, 12 de fevereiro de 1956) foi um pianista, e compositor brasileiro.

## História
Tinha um defeito nas pernas que o levava a manquejar. Aprendeu a tocar piano com Francisco Braga e, aos 8 anos, compôs a sua primeira música, uma valsa: Treze de setembro. Com 17 anos já era reconhecido como compositor.
Aos 21 anos, começou a atuar profissionalmente como pianista na Casa Wehrs, demonstrando partituras. Ali, além de editar as suas próprias composições (cerca de 64), transcrevia para a pauta aos melodias dos autores leigos em notação musical.
Escreveu partituras para o teatro musicado, estreando em 1918 com a revista Zé dos Pacotes, de Miguel Santos. Escreveu ainda para as revistas Ai, Zizinha, de Freire Júnior, Sol Nascente, de Carlos Bittencourt, Cardoso de Meneses e Alfredo Pujol, entre outras.

Invólucro e parte de piano da obra "Dondoca". Fonte: Arquivo João Antônio Romão (em tratamento no Laboratório de Conservação, Arquivologia e Edição Musical - LABORAMUS, do Instituto de Artes da UNESP)

Em 1926, Maestro Freitas (como também era conhecido) começou a compor para o Carnaval obtendo vários sucessos. Por esta ocasião, animava festas e bailes dirigindo uma pequena "jazz band" e, através dela, divulgava as suas próprias canções carnavalescas. "Dondoca", de 1927, é uma das célebres marchas (entre "Zizinha", "Eu vi", "Namorar", e outras). "Dondoca" foi publicada em versão para piano e pequena orquestra com edição exclusiva da Carlos Wehrs & C (casa fundada em 1851, na Rua da Carioca, 47 - Rio de Janeiro/RJ - Brasil) como parte integrante da série Club-Orchestra (Nº1073). Foi orquestrada pelo próprio compositor para piano (orig.), violino, flauta, baixo, trompete (solo), sax-alto e trombone.
Seu último triunfo carnavalesco foi em 1933 com a música Não faço questão de cor, chegando a receber prêmio da prefeitura carioca. Com o surgimento de uma nova geração de compositores carnavalescos, sua carreira momesca declina, passando a dedicar-se exclusivamente ao teatro de revista.
Em 1956 Freitinhas faleceu deixando inéditas ainda muitas composições, tais como: Ela gosta de falseta, Bonitão, Ela quer é movimento, Meu Brasil, meu Portugal, entre outras.

## Principais sucessos
- Café-com-leite, 1926
- Dondoca, 1927 [4]
- Dorinha, meu amor, 1929 [4]
- Eu vi Lili, 1926.
- Meu suquinho, 1928
- Não faço questão de cor, 1933
- O gaúcho, 1928
- Um sonho bom de recordar, com Roberto Roberti e Marques Júnior (1956)
- Teu amor foi minha vida, 1927
- Vênus, 1928 (dedicada a Zezé Leone, vencedora do Concurso Nacional de Beleza)
- Zizinha, com Carlos Bittencourt e Cardoso de Meneses, 1926.